# Hans Michalski
Hans Michalski (* 6. Februar 1948) ist ein ehemaliger deutscher Geher.
Aufgewachsen im oberschlesischen Gleiwitz, lebte Hans Michalski als Jugendlicher in Ludwigshafen, bevor er nach Gießen zog und sich später nach seiner Heirat in Alten-Buseck niederließ. Vor seiner Leichtathletikkarriere war er Handballtorwart, bevor er über das Laufen das Gehen entdeckte. Sportliche Heimat fand Hans Michalski bei Eintracht Frankfurt in einer Trainingsgruppe mit Bernhard Nermerich und weiteren Gehern, wo ein jährliches Pensum von 6000 Trainingskilometern umgesetzt wurde.
Hans Michalski nahm an insgesamt 22 Länderkämpfen teil, darunter dreimal beim Lugano-Cup (Geher Weltcup). Die vermeintliche Teilnahme an den Olympischen Sommerspielen 1980 verpasste er wegen des damaligen Boykotts. Bei Deutschen Meisterschaften gewann er zwei Silber und zwei Bronzemedaillen, in der Mannschaftswertung mit der Eintracht Frankfurt siegte er neben weiteren Podiumsplatzierungen 1973 im 50-km-Gehen und 1976 im 20-km-Gehen. Ein deutscher Meistertitel in der Einzelwertung blieb ihm dagegen verwehrt, ein zunächst verkündeter Sieg bei den Deutschen Meisterschaften 1978 im 20-km-Gehen wurde nachträglich aberkannt, als dem Einspruch des Vereins LAC Quelle Fürth gegen die Disqualifikation ihres Athleten Alfons Schwarz wegen unsauberen Gehens stattgegeben, Alfons Schwarz so zum Deutschen Meister und der Verein LAC Quelle weiter zum Mannschaftssieger erklärt wurde. Von 1973 bis 1983 siegte Hans Michalski alljährlich bei den Hessischen Meisterschaften im 20-km-Gehen, gewann insgesamt 46 Hessentitel, zudem 1980 das traditionelle Gehen Lübeck-Hamburg über 62 Kilometer.
Der gelernte Maschinenbautechniker arbeitete zuletzt in der Medienbranche, ist mit einer ehemaligen Ruderin verheiratet und hat mit dieser zwei Töchter sowie drei Enkelkinder. Seit 1990 startet er für LAZ Gießen über seinen Stammverein TV Großen-Buseck.